# Paul Richter

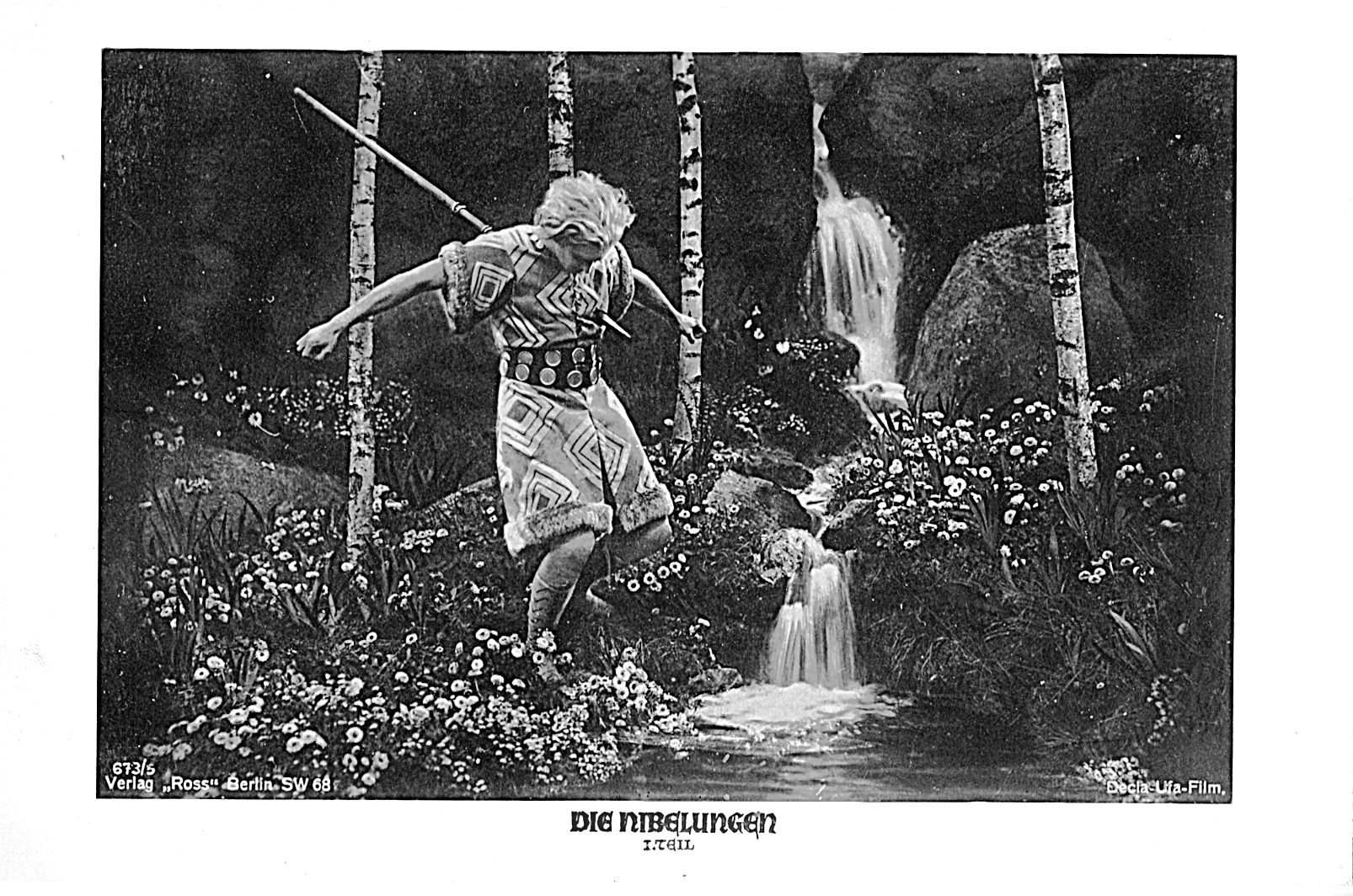
Paul Richter como Siegfried no filme Nibelungen (1924)

Paul Richter (Viena, 1 de abril de 1887 – Viena, 30 de dezembro de 1961), nasceu Paul Martin Edward Richter, foi um ator austríaco da era do cinema mudo. Ele se casou com a atriz Aud Egede-Nissen e era padrasto de Georg Richter.

## Filmografia selecionada
- 1918: Das Lied der Colombine
- 1920: Der Henker von St. Marien
- 1920: Der Mord ohne Täter
- 1921: Das indische Grabmal (Teil 1: Die Sendung des Yoghi; Teil 2: Der Tiger von Eschnapur)
- 1955: Das Schweigen im Walde
- 1957: Der Jäger von Fall
- 1957: Wetterleuchten um Maria
- 1958: Die singenden Engel von Tirol (Sag ja, Mutti)
- 1959: Der Schäfer von Trutzber